# Telesa z ikozaedrsko simetrijo
Telesa z ikozaedrsko simetrijo so tista telesa, ki jih biologi poznajo kot telesa z radialno simetrijo.  

## Telesa s polno ikozaedrsko simetrijo
platonska telesa – pravilni poliedri (vse stranske ploskve so istega tipa)
| {5,3} | {3,5} |

arhimedska telesa – poliedri s stranskimi ploskvami, ki imajo več samo eden tip mnogokotnika.
| Slika:TruncatedDodecahedron.svg · 3.10.10 | Slika:TruncatedicosiDodecahedron.svg · 4.6.10 | 5.6.6 | Slika:RhombicosiDodecahedron.svg · 3.4.5.4 | Slika:IcosiDodecahedron.svg · 3.5.3.5 |

Catalanova telesa – duali arhimedskih teles.
| V3.10.10 | V4.6.10 | Slika:PentakisDodecahedron.svg · V5.6.6 | V3.4.5.4 | V3.5.3.5 |

### Platonska telesa
| Ime        | Slika       | Stranske ploskve | Robovi | Oglišča | Robov na stransko ploskev | Stranske ploskve, ki se srečajo v vsakem oglišču |
| ---------- | ----------- | ---------------- | ------ | ------- | ------------------------- | ------------------------------------------------ |
| dodekaeder | (Animacija) | 12               | 30     | 20      | 5                         | 3                                                |
| ikozaeder  | (Animacija) | 20               | 30     | 12      | 3                         | 5                                                |

### Akiralna arhimedska telesa
| Name                                                             | picture                               | Faces | Faces                                | Edges | Vertices | Vertex configuration |
| ---------------------------------------------------------------- | ------------------------------------- | ----- | ------------------------------------ | ----- | -------- | -------------------- |
| ikozidodekaeder (kvazi-pravilni: ogliščno- in robovno-uniformen) | Icosidodecahedron · (Video)           | 32    | 20 triangles 12 pentagons            | 60    | 30       | 3,5,3,5              |
| prisekani dodekaeder                                             | Truncated dodecahedron · (Video)      | 32    | 20 triangles 12 decagons             | 90    | 60       | 3,10,10              |
| prisekani ikozaeder ali nogometna žoga                           | (Video)                               | 32    | 12 petkotnikov 20 šestkotnikov       | 90    | 60       | 5,6,6                |
| rombiikozidodekaeder ali mali rombiikozidodekaeder               | Rhombicosidodecahedron · (Video)      | 62    | 20 triangles 30 squares 12 pentagons | 120   | 60       | 3,4,5,4              |
| prisekani ikozidodekaeder ali veliki rombiikozidodekaeder        | Truncated icosidodecahedron · (Video) | 62    | 30 squares 20 hexagons 12 decagons   | 180   | 120      | 4,6,10               |

### Akiralna Catalanova telesa
| Ime                                                                                 | Slika                           | Dualno arhimedsko telo    | Stranske ploskve | Robovi | Oglišča | Stranska ploskev Mnogokotnik |
| ----------------------------------------------------------------------------------- | ------------------------------- | ------------------------- | ---------------- | ------ | ------- | ---------------------------- |
| rombski triakontaeder (kvazi-pravilni dual: stranska ploskev- in robovno-uniformni) | (Video)                         | ikozidodekaeder           | 30               | 60     | 32      | romb                         |
| triakisni ikozaeder                                                                 | (Video)                         | prisekani dodekaeder      | 60               | 90     | 32      | enakokraki trikotnik         |
| pentakisni dodekaeder                                                               | Pentakis dodecahedron · (Video) | prisekani ikozaeder       | 60               | 90     | 32      | enakokraki trikotnik         |
| deltoidni heksekontaeder                                                            | (Video)                         | rombiikozidodekaeder      | 60               | 120    | 62      | deltoid                      |
| disdiakisni triakontaeder ali heksakisni ikozaeder                                  | (Video)                         | prisekani ikozidodekaeder | 120              | 180    | 62      | raznostrani trikotnik        |

### Akiralni nekonveksni uniformni poliedri
|  |  |  |  |  |  |  |  |  |  |
|  |  |  |  |  |  |  |  |  |  |
|  |  |  |  |  |  |  |  |  |  |
|  |  |  |  |  |  |  |  |  |  |

## Kiralna arhimedska in Catalanova telesa
Arhimedska telesa:
| Ime                                                                   | Slika           | Stranske ploskve | Stranske ploskve              | Robovi | Oglišča | Konfiguracija oglišča |
| --------------------------------------------------------------------- | --------------- | ---------------- | ----------------------------- | ------ | ------- | --------------------- |
| prirezani dodekaeder ali prirezani ikozidodekaeder (2 kiralni obliki) | (Video) (Video) | 92               | 80 trikotnikov 12 petkotnikov | 150    | 60      | 3,3,3,3,5             |

Catalanova telesa:
| Ime                      | Slika          | dualno arhimedsko telo | Stranske ploskve | Robovi | Oglišča | Stranske ploskve mnogokotnik |
| ------------------------ | -------------- | ---------------------- | ---------------- | ------ | ------- | ---------------------------- |
| petstrani heksekontaeder | (Video)(Video) | prirezani dodekaeder   | 60               | 50     | 92      | nepravilni petkotnik         |

## Kiralni nekonveksni uniformni poliedri
|  |  |  |  |  |  |  |